# سمكة موسى عديمة الزعانف
سمكة موسى عديمة الزعانف أو الخوفعة (الاسم العلمي Pardachirus marmoratus)، سمكة بحرية من شعاعيات الزعانف وفصيلة سمك موسى.
أعطانه المحيط الهندي، من البحر الأحمر وشرق أفريقيا وصولًا إلى شرق سريلانكا. طوله 20 سم. موائله الطبيعية.